# Antonio de María y Campos
Antonio de María y Campos (26 de abril de 1836, Veracruz - 1903, Ciudad de México), fue un compositor mexicano de óperas.

## Datos biográficos
Antonio de María y Campos viene de familia de músicos y cantantes originaria de Orizaba, Veracruz. Con su hermano, Gustavo de María y Campos, los dos fundaron la compañía de zarzuela La Teatral Mexicana, que tuvo actividad en las principales ciudades de la República, entre 1890 y 1910.
Antonio de María y Campos inició sus estudios musicales con el compositor mexicano Cenobio Paniagua y tuvo trayectoria como compositor y director de música teatral. 

## Obras
- La heroína de Uclés o La heroína del Véneto (1880), ópera.
- Luigi Rolli (sin estrenar), ópera.
- El rey Domingo I (sin estrenar), ópera.
- Cruz y espada (sin estrenar), ópera.
- Olga de Monterrojo, ópera con libreto en español de Alfonso Pizzarro y Alcántara, del poema de Emilio Füer Floggen. Obra dedicada a Porfirio Díaz. Se estrenó en Veracruz, en el Teatro Principal en 17 de marzo de 1868.